# Sphaerodactylus callocricus
Sphaerodactylus callocricus este o specie de șopârle din genul Sphaerodactylus, familia Gekkonidae, descrisă de Schwartz 1976. A fost clasificată de IUCN ca specie vulnerabilă. Conform Catalogue of Life specia Sphaerodactylus callocricus nu are subspecii cunoscute.